# Apostolepis
Apostolepis este un gen de șerpi din familia Colubridae.

## Specii[1]
- Apostolepis albicollaris
- Apostolepis ambinigra
- Apostolepis ammodites
- Apostolepis arenaria
- Apostolepis assimilis
- Apostolepis breviceps
- Apostolepis cearensis
- Apostolepis christinae
- Apostolepis coronata
- Apostolepis dimidiata
- Apostolepis dorbignyi
- Apostolepis flavotorquata
- Apostolepis freitasi
- Apostolepis gaboi
- Apostolepis goiasensis
- Apostolepis intermedia
- Apostolepis longicaudata
- Apostolepis multicincta
- Apostolepis nelsonjorgei
- Apostolepis niceforoi
- Apostolepis nigroterminata
- Apostolepis phillipsi
- Apostolepis polylepis
- Apostolepis pymi
- Apostolepis quinquelineata
- Apostolepis quirogai
- Apostolepis sanctaeritae
- Apostolepis tenuis
- Apostolepis tertulianobeui
- Apostolepis vittata